# Židovský hřbitov ve Vlašimi
Židovský hřbitov ve Vlašimi byl založen ve druhé polovině 19. století. Leží na severovýchodním okraji města při silnici 125. Je ohrazen dobře udržovanou zdí ve tvaru nepravidelného pětiúhelníku. Na pozemku o rozloze 1 863 m² je zachováno 59 náhrobních kamenů, mnohdy torzovitých, a několik hrobových obrub. Hřbitov je chráněn jako kulturní památka České republiky.